# Anthony Flanagan
Anthony Flanagan (Stockport, 11 april 1972) is een Brits acteur.

## Biografie
Flanagan werkte na de middelbare school als huisschilder, op zestienjarige leeftijd verhuisde hij naar Londen waar hij diverse banen had en ook een tijd dakloos was. Hij besloot om acteur te worden nadat hij een vriend zag optreden op de Royal Academy of Dramatic Art. Hij leerde het acteren aan de Capitol Theatre, nu bekend onder de naam Manchester Metropolitan University in Manchester. Flanagan begon als acteur in lokale theaters.
Flanagan begon in 2002 met acteren voor televisie in de televisieserie Holby City, waarna hij nog meerdere rollen speelde in televisieseries en films. Hij is onder andere bekend van zijn acteren in Shameless (2004-2006), Being Human (2012) en House of the Dragon.

## Filmografie

### Films
Uitgezonderd korte films.
- 2020 Stardust - als dr. Reynolds
- 2018 Care - als Dave
- 2016 The People Next Door - als Dennis
- 2013 The List - als Christopher Corwin
- 2013 The Arbiter - als Mickey
- 2012 Private Peaceful - als sergeant
- 2009 Glorious 39 - als militaire politieagent
- 2009 Red Riding: In the Year of Our Lord 1974 - als Barry Gannon
- 2007 Instinct - als D.C.I. Thomas Flynn
- 2006 Cracker - als Kenny Archer
- 2004 Lie with Me - als Tom Frasier
- 2004 Trauma - als grote man
- 2003 Real Men - als James Mulgrew

### Televisieseries
Uitgezonderd eenmalige gastrollen.
- 2022-2024 House of the Dragon - als Steffon Darklyn - 9 afl.
- 2023 Cobra - als Dan Goddard - 5 afl.
- 2022 Happy Valley - als Victor - 4 afl.
- 2019-2022 Gentleman Jack - als Sam Sowden - 4 afl.
- 2021 Around the World in 80 Days - als Thomas Kneedling - 5 afl.
- 2019 Wild Bill - als PC Sean Cobley - 6 afl.
- 2018 Versailles - als Bastien - 9 afl.
- 2018 The Terror - als John Morfin - 6 afl.
- 2017 The White Princess - als Francis Lovell - 3 afl.
- 2016 Humans - als Jansen - 2 afl.
- 2016 Scott & Bailey - als Kenny Medford - 2 afl.
- 2013-2014 The Village - als Arnold Hankin - 12 afl.
- 2014 In the Flesh - als Julian - 2 afl.
- 2014 Shetland - als Ewan - 2 afl.
- 2012 Rocket's Island - als Peter - 3 afl.
- 2012 Silent Witness - als Ronson - 2 afl.
- 2012 Prisoners Wives - als Andy - 5 afl.
- 2012 Being Human - als Fergus - 3 afl.
- 2011 Appropriate Adult - als Mike - 2 afl.
- 2008-2010 Survivors - als Dexter - 3 afl.
- 2009 Casualty - als Lee - 2 afl.
- 2004-2006 Shameless - als Tony - 17 afl.
- 2005 All About George - als Luke - 2 afl.
- 2003 The Bill - als Dexter Barnes - 2 afl.
- 2003 State of Play - als jongeman - 2 afl.

- Biblioteca Nacional de España: XX4938709
- Gemeinsame Normdatei: 1287195229
- Library of Congress Control Number: no2021084112
- Nederlandse Thesaurus van Auteursnamen: 363435328
- Virtual International Authority File: 168924137